# Daphniphyllum
Ordre
Famille
Genre
Classification APG III (2009)
Daphniphyllum est un genre de plantes à fleurs, le seul représentant de la famille des Daphniphyllaceae, comprenant 35 espèces. Ce sont des arbustes ou des arbres, des régions tropicales, originaires d'Extrême-Orient et de Malaisie. La classification phylogénétique APG II (2003) situe ce genre dans l'ordre des Saxifragales.

## Étymologie
Le nom Daphniphyllum est dérivé du grec δάφνη / daphn, laurier, et φύλλων / fyllon, feuille, en raison de la ressemblance des feuilles avec celles de Laurus nobilis (Lauraceae).

## Liste des espèces
Selon la World Checklist of Selected Plant Families (WCSP) (27 avr. 2010) :
- Daphniphyllum atrobadium Croizat & Metcalf (1941)
- Daphniphyllum beddomei Craib (1916)
- Daphniphyllum borneense Stapf, Trans. Linn. Soc. London (1894)
- Daphniphyllum buchananiifolium Hallier f. (1918)
- Daphniphyllum calycinum Benth. (1861)
- Daphniphyllum celebense K.Rosenthal (1919)
- Daphniphyllum ceramense (T.C.Huang) T.C.Huang (1996)
- Daphniphyllum dichotomum (T.C.Huang) T.C.Huang (1996)
- Daphniphyllum divaricatum (T.C.Huang) J.X.Wang (1981)
- Daphniphyllum glaucescens Blume (1827)
- Daphniphyllum gracile Gage (1917)
- Daphniphyllum griffithianum (Wight) Noltie (2005)
- Daphniphyllum himalayense (Benth.) Müll.Arg. (1869)
- Daphniphyllum luzonense Elmer (1908)
- Daphniphyllum macropodum Miq. (1867)
- Daphniphyllum majus Müll.Arg. (1865)
- Daphniphyllum neilgherrense (Wight) K.Rosenthal (1919)
- Daphniphyllum papuanum Hallier f. (1918)
- Daphniphyllum parvifolium Quisumb. & Merr. (1928)
- Daphniphyllum paxianum K.Rosenthal (1919)
- Daphniphyllum pentandrum Hayata (1911)
- Daphniphyllum scortechinii Hook.f. (1887)
- Daphniphyllum subverticillatum Merr. (1934)
- Daphniphyllum sumatraense (T.C.Huang) T.C.Huang (1996)
- Daphniphyllum teysmannii Kurz ex Teijsm. & Binn. (1864)
- Daphniphyllum timorianum (T.C.Huang) T.C.Huang (1996)
- Daphniphyllum woodsonianum T.C.Huang (1966)
- Daphniphyllum yunnanense C.C.Huang (1980)